# Personidentifikation
Personidentifikation används för att undersöka äktheten av en individs identitetspåstående att han/hon finns eller inte finns i en lista av flera individer. Identifiering är en så kallad en-till-flera-process där en individs biometriegenskap presenteras för ett biometrisystem för att jämföras med en lista av lagrade modeller. Som exempel kan nämnas gränskontroll för eftersökning av kriminella och terrorister på en flygplats eller en färjeterminal.